# The Road to Return
The Road to Return è un album di Michael Hedges, pubblicato dalla Windham Hill Records nel 1994. Il disco fu registrato al Speech & Hearing Clinic di Mendocino, California.

## Tracce
1. Prelude – 3:05 (Michael Hedges)
2. Road to Return – 6:03 (Michael Hedges)
3. Communicate – 4:09 (Michael Hedges)
4. Sister Soul – 4:34 (Michael Hedges)
5. Guardian's Trust – 3:48 (Cate McNider, Michael Hedges)
6. India – 3:55 (Michael Hedges)
7. A Midwinter Night's Dream – 5:36 (Michael Hedges)
8. Follow Through – 3:43 (Michael Hedges)
9. You Can Have Anything You Want – 3:49 (Michael Hedges)
10. Road Music – 2:15 (Michael Hedges)

## Musicisti
- Michael Hedges - chitarra acustica, chitarra elettrica, basso, voce
- Michael Hedges - armonica, flauto alto, batteria elettronica
- Michael Hedges - tastiere, basso acustico
- Janeen Rae Heller - saw (brano: 1)
- Pipa Piñon - voce solista (brani: 1 e 7)